# Týnské Předměstí
Týnské Předměstí (německy Teinitzer Vorstadt) je část okresního města Domažlice v Plzeňském kraji. Nachází se na severovýchodě Domažlic. Prochází zde silnice II/193. Je zde evidováno 667 adres. V roce 2011 zde trvale žilo 4 547 obyvatel.
Týnské Předměstí leží v katastrálním území Domažlice o výměře 19,89 km².

## Obyvatelstvo
| Rok            | 1869 | 1880  | 1890  | 1900  | 1910  | 1921 | 1930  | 1950 | 1961 | 1970  | 1980  | 1991  | 2001  | 2011  | 2021  |
| -------------- | ---- | ----- | ----- | ----- | ----- | ---- | ----- | ---- | ---- | ----- | ----- | ----- | ----- | ----- | ----- |
| Počet obyvatel | 0    | 1 010 | 1 115 | 1 038 | 1 142 | 0    | 1 662 | 0    | 0    | 1 645 | 4 918 | 4 967 | 4 696 | 4 547 | 4 387 |
| Počet domů     | 0    | 88    | 89    | 87    | 102   | 131  | 238   | 0    | 0    | 346   | 486   | 525   | 543   | 580   | 597   |

## Obecní správa
Při sčítání lidu v letech 1880–1920 Týnské Předměstí bylo osadou města Domažlice ve stejnojmenném okrese. V následujícím období byla osada úředně zrušena a jako část města Domažlice byla obnovena 1. března 1980.

## Fotogalerie

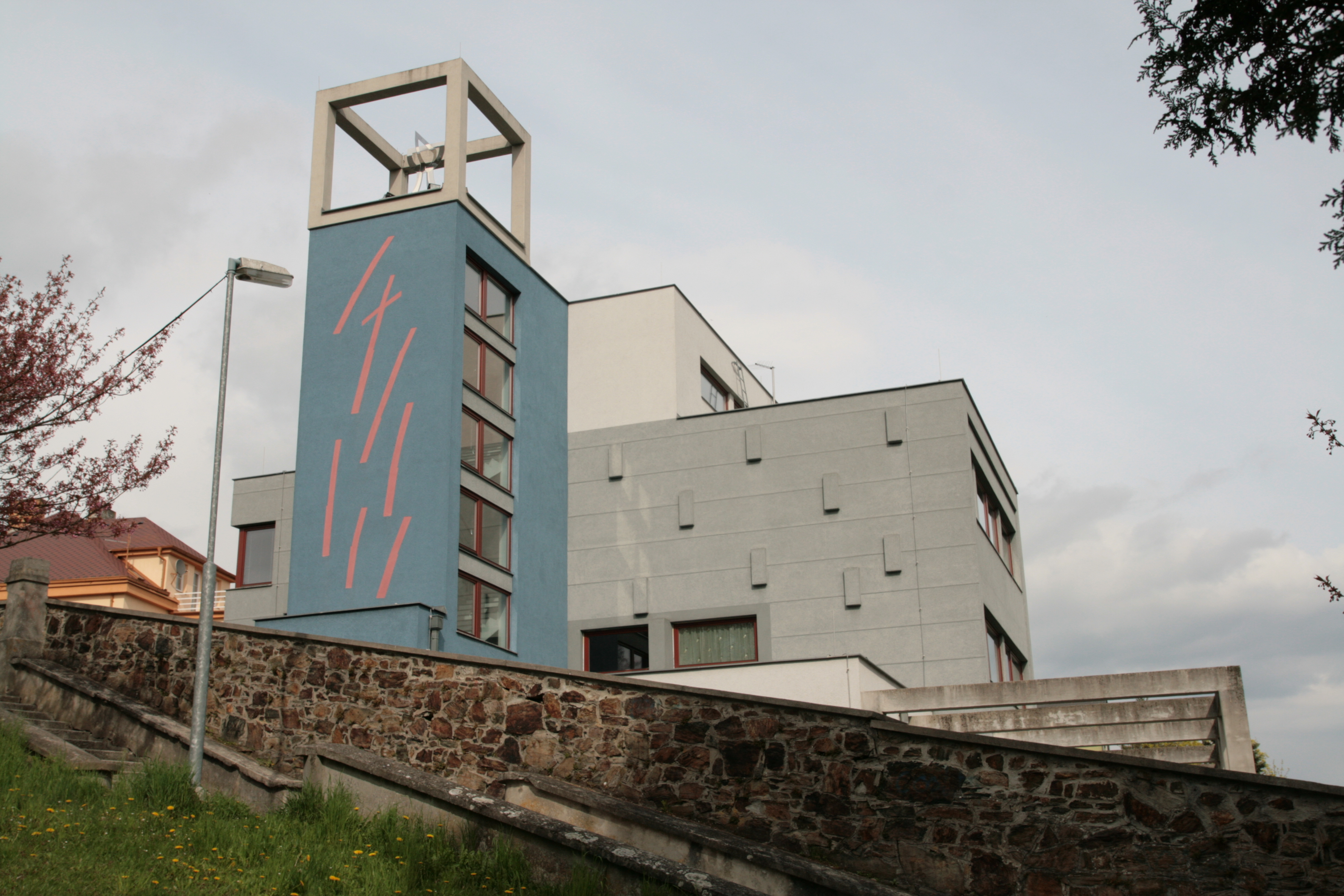
Evangelický kostel v Hanově parku při Tyršově ulici
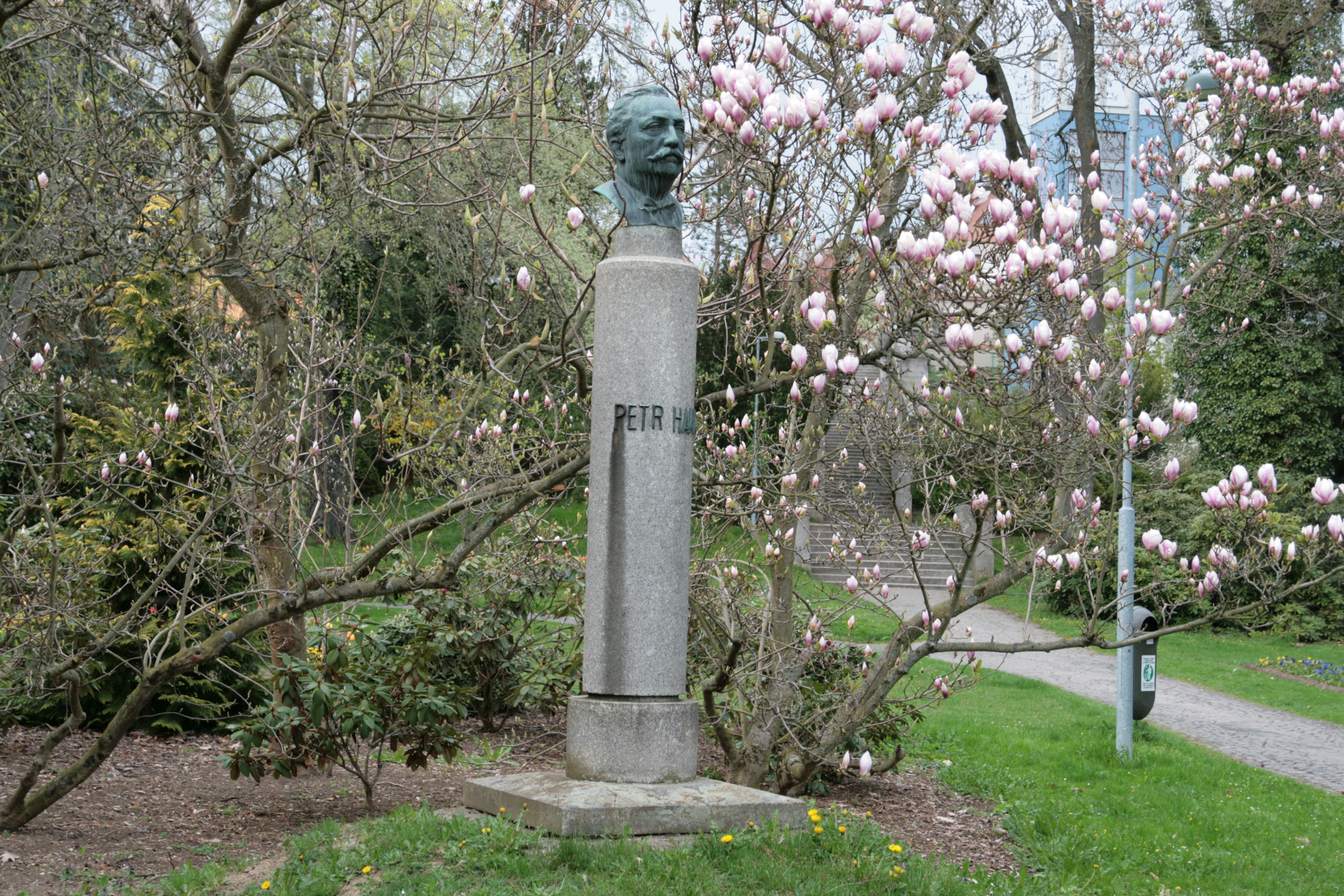
Pomník Petra Hany v Hanově parku
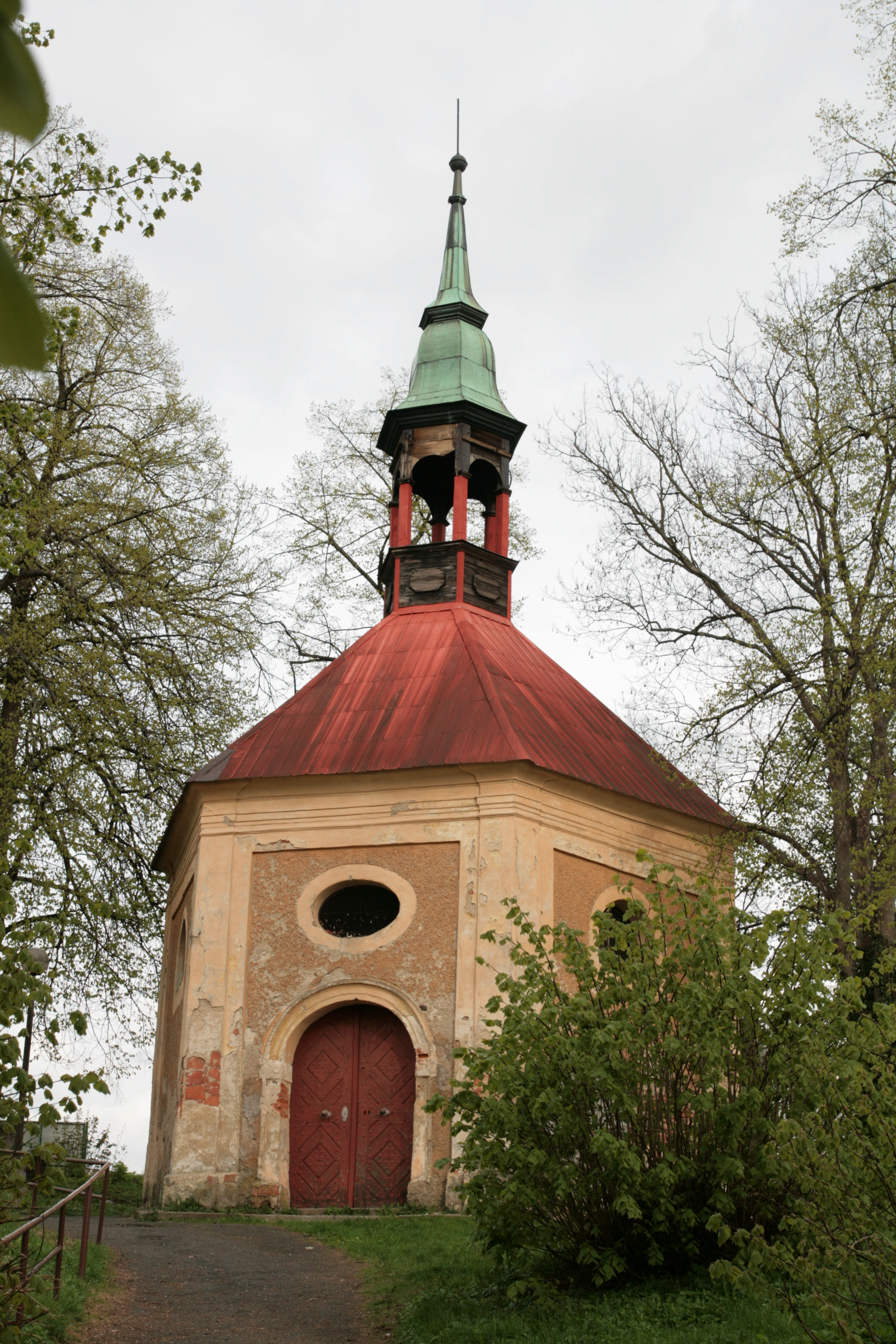
Kaple svatého Jana Nepomuckého